# Wolf 1061

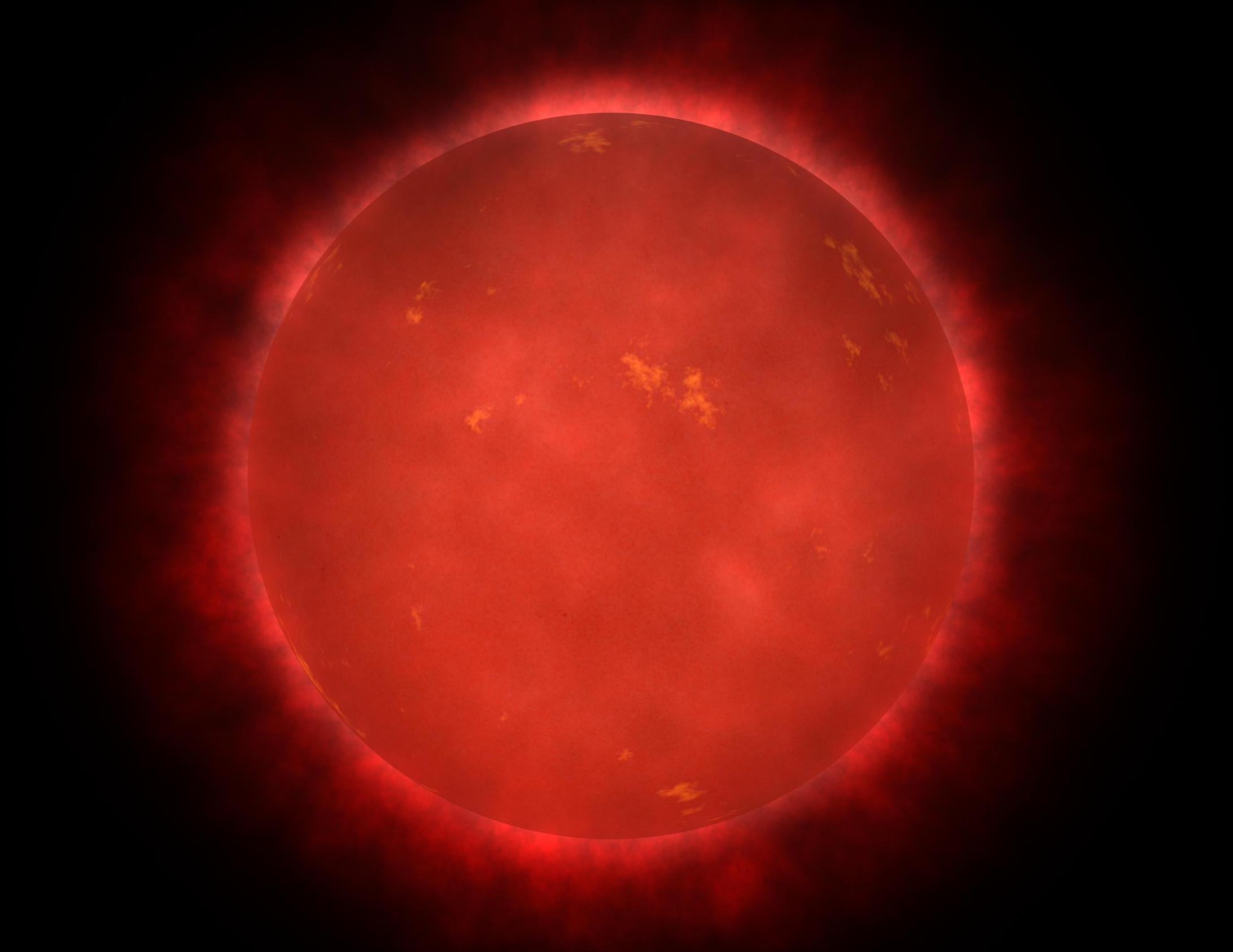
Imagem ilustrativa de Wolf 1061.

Wolf 1061 (também conhecida como HIP 80824 e V2306 Ophiuchi) é uma estrela anã vermelha da classe M, localizada a cerca de 13,8 anos-luz (4,29 pc) de distância a partir da Terra, na constelação de Ophiuchus. É o 36ª sistema estelar conhecido mais próximo do Sol e tem um movimento próprio relativamente alto de 1,2 segundos de arco por ano. Assim como muitas anãs vermelhas, ela provavelmente tem um período de rotação longo de mais de 100 dias, embora seja difícil medir com precisão. Wolf 1061 é muito estável e muito provavelmente não tem qualquer atividade significativa como as manchas solares ou erupções. Ela também não tem nenhuma característica espectroscópica incomum. A estrela foi catalogada pela primeira vez em 1919 pelo astrônomo alemão Max Wolf quando ele publicou uma lista de estrelas fracas que tinham altos movimentos próprios. O nome de Wolf 1061 originou a partir desta lista.

## Sistema planetário
Em dezembro de 2015, uma equipe de astrônomos da Universidade de Nova Gales do Sul anunciou a descoberta de três exoplanetas que orbitam Wolf 1061. Os planetas foram detectados por análise de 10 anos de observações do sistema Walf 1061 pelo espectrógrafo HARPS no Observatório de La Silla no Chile. A equipe usou arquivos de medições da velocidade radial do espectro da estrela nos dados HARPS e, juntamente com 8 anos de fotometria do All Sky Automated Survey, descobriram dois planetas confirmados com períodos orbitais de cerca de 4,9 e 17,9 dias e um terceiro planeta, muito provavelmente com um período de 67,3 dias.
Todos os três planetas têm massas baixas o suficiente para que eles sejam susceptíveis de ser planetas rochosos semelhantes aos planetas internos do nosso próprio Sistema Solar, embora seus tamanhos e densidades reais são atualmente desconhecidas.
Um dos planetas, Wolf 1061c, é uma superterra localizada perto da borda interna da zona habitável da estrela, que se estende aproximadamente de 0,073 à 0,190 UA. É o exoplaneta confirmado potencialmente habitável mais próximo da Terra. O planeta próximo mais externo, Wolf 1061d, poderia ser possivelmente habitável dependendo da composição da sua atmosfera, uma vez que orbita um pouco além da zona habitável.